# Die Spitzhacke (Gerhart Hauptmann)

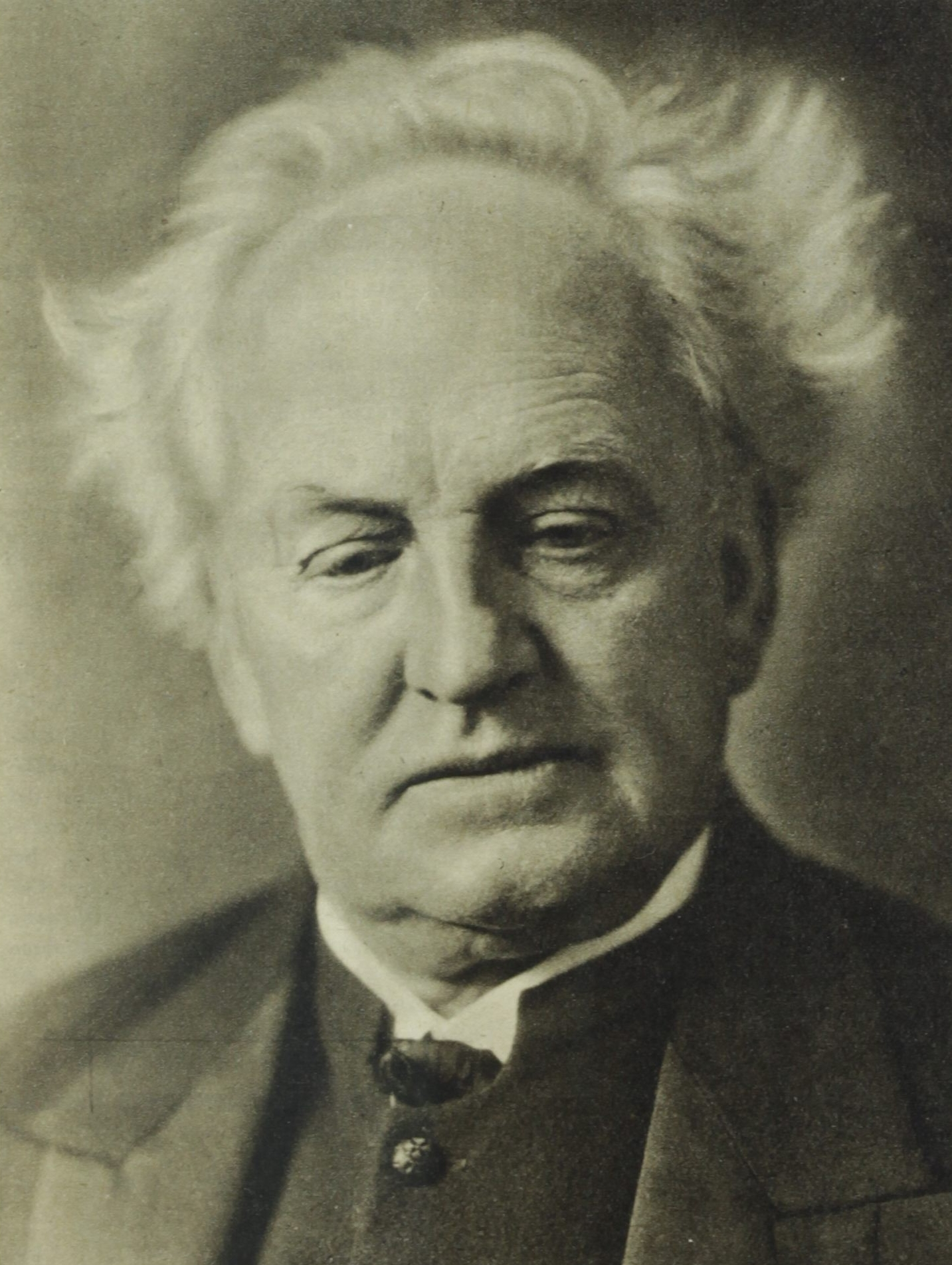
Gerhart Hauptmann (ca. 1931)

Die Spitzhacke. Ein phantastisches Erlebnis sind Titel und Untertitel einer 1931 publizierten Erzählung Gerhart Hauptmanns. Mit autobiographischem Bezug schildert der Dichter die surreale Abschiedsfeier von seinem Geburtshaus in der Nacht vor dessen Abriss.

## Inhalt
Auslöser des „wunderbare[n] Erlebnis[ses]“ ist der Brief Dr. Wagners von der Badedirektion aus Bad Salzbrunn vom 31. Dezember 1929 an den Herrn Doktor Hauptmann, in dem er ihm den geplanten Abriss des Hotels „Zur Krone“ in den nächsten Jahren mitteilt. Daraufhin besucht der Erzähler ein letztes Mal sein Elternhaus und übernachtet im Zimmer 107, in dem er vor 68 Jahren geboren wurde: „Ich wollte noch einmal in die Hut der steinernen Mutter meiner Seele zurücktreten, bevor sie von der Erde verschwand. Ich wollte etwas Ähnliches wiedergenießen, wie den süßen Schlaf des Kindes im Mutterleib, jenen Schlaf, in dem gewisse heilige Anachoreten einen Zustand sehen, darin sich das verlorene Paradies noch erhalten hat.“ Zugleich möchte er dem für einige „Silberlinge“ auf Abbruch verkauften ehrwürdigen Gehäuse seine Reverenz erweisen, „bevor sein Staub in die Winde verweht.“ Nach seiner Einquartierung in der „Krone“ führt ihn der Geist seines Großvaters Gottlieb Gustav Lebrecht in den Keller, und der Erzähler kehrt mit einem „Korb uralten Weines“ zurück, dessen Genuss ihn in die „dritte Realität“ führt: in die „wieder reales Objekt gewordene[-] geistige[-] Wirklichkeit“, die seinem „intelligiblen Charakter“ entstammt. Der Wein „adelt […] das höchste irdische Mysterium“ Delirium in die „dritte Realität“: „Es ist der Geist, der sich den Körper baut“, wie der Bauherr das Haus, er ist nicht die Kreatur des Hauses.
In der Nacht hat er der Erzähler ein „Gesicht“. Er hört die Spitzhacken. „[D]er böse Laut der Vernichtung dringt brennend in meine Seele ein“, aber der alte Gasthof ist unverwundbar, unsterblich, ist mit einer „über ganz Europa verzweigten Familie […] in Blutsverwandtschaft verbunden“.
Der Erzähler sieht in einer surrealen Szenerie die Ankunft vieler Kongressteilnehmer, einer ganzen Menagerie, auf dem Vorplatz, die sich mit dem alten Gasthof solidarisieren, der todgeweihten „Preußischen Krone“ die letzte Ehre erweisen oder sogar ihren Abbruch verhindern wollen. Die Besucher sind v. a. die zum Leben erwachten Symbole der Gasthausschilder aus ganz Deutschland. In seiner Traumvisionen tauchen sie als lebendige Wesen auf: die Meise aus Worms, die Spinne aus Dinkelsbühl, der Mohr aus Fulda, der wilde Mann aus Frankfurt, die drei Könige aus Basel, der Storch aus Straßburg, der Elefant aus Brixen, der Esel aus Salzbrunn, der graue Wolf aus dem Spessart usw. Der Mohr sorgt als Organisator der Veranstaltung dafür, dass zwischen den Löwen, Wölfen, Lämmern und Ochsen in dieser Nacht Burgfriede herrscht. Von der an den Platz grenzenden Kurpromenade beginnt aus den Wipfeln der alten, teils hundertjährigen Bäume ein seltsames Winken und Wehen. Unzählige Leute im Frack, Kellner aus aller Welt in fledermaushafter Verwandlung schwingen ihre schneeweißen Servietten. Plötzlich senkt sich ein riesiger schwarzer Adler über den Kellner-Wald und setzt sich in eine rätselhafte tausendjährige Eiche, deren Blätter Zungen zu sein scheinen: Alles an ihr „schwitzt[-] gleichsam Sprache“ und orgelt ununterbrochen „irgendwie stille Musik“, so dass der „eigensinnig greinende Schrei des Schwarzen Adlers vor dieser Musik klein [wird].“ Der Storch kann sich noch gut an den 15. November 1862 erinnern, als er die „leichte Eisschicht auf dem Demuthteich“ aufhacken musste, bevor er den Erzähler als „das appetitlichste Fröschchen, welches [ihm] je vorgekommen ist, herausziehen konnte.“
Beim Aufmarsch der Symbole, als noch Drache, Schlange, Sonne, silberner Ritter, Auge Gottes hinzukommen, fühlt sich der Erzähler selbst als „ein Dämon unter Dämonen […] dieser Zwischenwelt einverleibt[-]“. Im veränderten Sehen seines Auges nehmen die Gestalten „andere Dimensionen an. Teile des Himmels, glänzende Ringgewölbe […] Engel [treten] daraus hervor.“ Es überkommt ihn „bei diesem Schauspiel etwas wie eine Ahnung der ewigen Seligkeit.“ Die Himmelsboten verkünden der „Krone“ ein „neues Sein“. Die gefürchtete Spitzhacke verliert ihre Bedrohung, wenn man weiß, „in welcher Glorie sich der Staub des Einsturzes [seines] lieben Elternhauses verflüchtigen würde.“
Zum Abschluss treten die Symbole des störrischen Engels aus Wittenberg und der hohen Lilie ins Zimmer der alten sterbenden Frau, der „Krone“. In seiner späteren Reflexion schreibt der Erzähler: „In dieser Phase der Nacht schien ich weniger mit dem Erhabenen der Kraft als mit dem Erhabenen der Erkenntnis ein und dasselbe zu sein. Wer wüsste nicht, welcher betörenden Wahrheiten und Erkenntnisse wir zuweilen in Augenblicken des Traumes teilhaftig geworden zu sein glauben oder wirklich teilhaftig geworden sind.“
Als der Unternehmer, begleitet von einem Geistlichen, mit seinen Spitzhacken-Männern anrückt, um „die Stätte[-] der Trunksucht, des verbotenen Spiels und der Prasserei“ einzureißen, wird er von den Abgesandten der Gasthäuser mit den Rufen „Der Henker! Der Schinder! Der Abdecker!“ empfangen und von ihnen attackiert. Der Erzähler verteidigt in einer Rede vom Fenster aus die Gasthäuser als früheste Orte des geselligen Lebens, des Gesprächs, der Kameradschaft und der Einigkeit in der Menschheitsgeschichte. Die Gasthaustiere erhalten himmlische Unterstützung vom himmlischen Tierkreis und ihrer Sternenjungfrau, der Lilie. Der Schütze schießt dem Unternehmer durchs Herz und die alte Frau „Krone“ wird mit einem von den Tieren gezogenen Galawagen abgeholt und, begleitet von den in den Bäumen wartenden befrackten Gespenstern, zur Krone des Himmels erhoben. Der Erzähler ruft ihr weinend „Leb wohl, alte Krone!“ nach und leert sein Glas auf ihre göttlich gerettete Seele. Er fällt von Traum zu Traum, hört das wütende Picken der Sitzhacken und wird von einem ungeheuren Schutthaufen begraben.
Morgens um acht Uhr wacht der Erzähler auf, packt sein Manuskript über seine Träume zusammen, verlässt das Hotel und fährt mit dem Auto zurück zur Ostsee.

## Rezeption

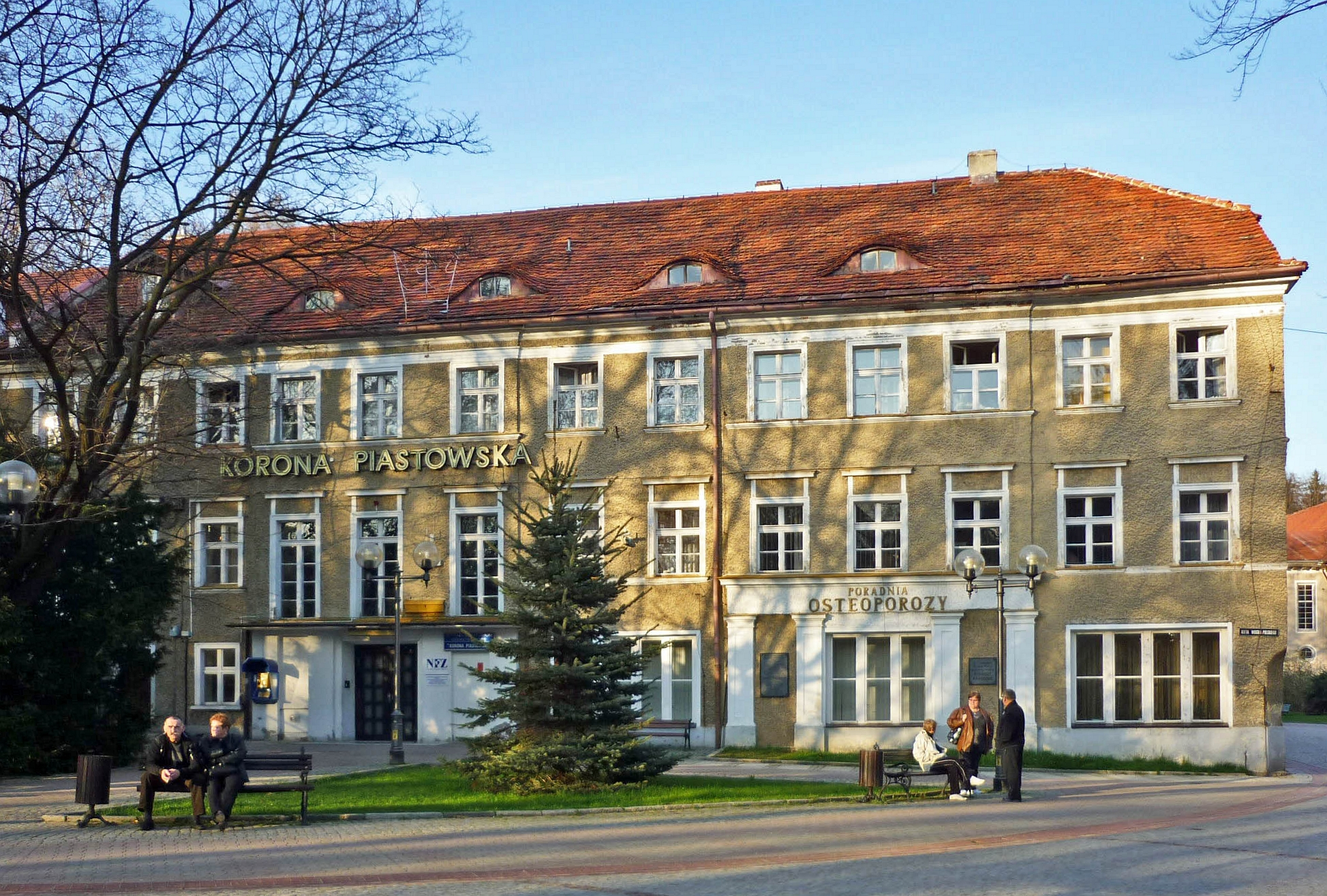
Geburtshaus Gerhart Hauptmanns in Szczawno-Zdrój (Bad Salzbrunn) in Niederschlesien

Der Orts- und Zeitangaben in der Erzählung stimmen mit den biographischen Daten Hauptmanns überein, doch ist der Brief, der lange für authentisch gehalten wurde, offenbar Teil der Fiktion und bildet die Grundlage der phantastischen Erzählung. Ob es Pläne für den Abriss gab, ist ungewiss, jedenfalls steht das Haus noch.
Als Vorarbeit für die Erzählung hat Hauptmann 1929 eine Liste von Gasthöfen und Hotels zusammengestellt. Da eine frühere ähnliche Auflistung mit „Die Trollnacht“ überschrieben ist, folgert der Herausgeber des „Diarium 1917–1933“ Martin Machatzke, dass „die dichterische Einbildungskraft Hauptmanns bei der Gestaltung privater Mythologien ihren Ausgang von einzelnen Begriffen als konkret erfahrener Anschauung nimmt.“ Lauterbach schließt dies nicht aus, betont jedoch, dass erst das Elternhaus als Bezugspunkt zur Gestaltung des Themas führte.
Lauterbach nimmt bei der Einordnung der Novelle Bezug auf die Diskussion, ob Hauptmann dem Naturalismus oder auch dem Surrealismus zuzuordnen ist. Die Einbeziehung der Überwirklichkeit im Alterswerk geschehe auf „eine ganz persönliche, die Realität in einen irrealen Urraum ausweitende Weise“. Deshalb sieht er Parallelen zu Hauffs „Phantasien im Bremer Ratskeller“ und zur Tradition romantischen Erzählens.